# Nemzeti Bajnokság II 1913–1914
Nemzeti Bajnokság II 1913–1914 sau liga a doua maghiară sezonul 1913-1914, a fost al 14-lea sezon desfășurat în această competiție.

## Istoric și format
În ultimul an de pace în ligile rurale s-au înscris în total 101 asociații. Asociațiile cu membri mai putini au fost afectate cel mai mult, de mobilizările militare. Toate asociațiile, cu excepția a 3-4, și-au încetat activitatea.

## Districtul de Sud

### Seria Arad
A devenit necesar să se înființeze două sau trei serii în fiecare district. În raionul de sud au luat startul 21 de echipe în două serii. ASM-ul Timișoara, CS Înainte Chichinda Mare și CS Arad  au lipsit din terenul seriei Arad în anul precedent, dar au mai aplicat 4 nou-veniți. Și aici a fost o schimbare în vârful clasamentului; Chinezul Timișoara a luat titlul de campionat cu un mare avantaj, în fața campioanei de anul trecut AC Timișoara.
| Poz | Echipă               | Pld | W | D | L | GF | GA | GD  | Pct |
| --- | -------------------- | --- | - | - | - | -- | -- | --- | --- |
| 1   | Chinezul Timișoara   | 18  | - | - | - | 16 | 0  | +16 | 34  |
| 2   | CA Timișoara         | 19  | - | - | - | 21 | 4  | +17 | 26  |
| 3   | AS Arad              | 16  | - | - | - | 34 | 9  | +25 | 24  |
| 4   | AMEFA                | 19  | - | - | - | 19 | 19 | 0   | 24  |
| 5   | FC Timișoara1        | 17  | - | - | - | 12 | 17 | -5  | 23  |
| 6   | CS Tipografii Gyomai | 18  | - | - | - | 10 | 13 | -3  | 21  |
| 7   | CA Csabai            | 17  | - | - | - | 2  | 17 | -15 | 17  |
| 8   | CS Jimbolia          | 18  | - | - | - | 4  | 21 | -17 | 16  |
| 9   | CA Vârșeț2           | 8   | - | - | - | 3  | 15 | -12 | 6   |
| 10  | CA Arad3             | -   | - | - | - | -  | -  | -   | -   |

1 Înainte de octombrie 1913 FC Timișoara, fosta Asociația de Gimnastică Timișoara s-a retras.
2 A făcut un pas înapoi în vacanța de iarnă.
3 La sfârșitul lunii octombrie 1913, dreptul de a juca a fost suspendat din cauza includerii unui jucător interzis.

### Finala districtuală
Chinezul Timișoara - CA Seghedin /Szeged AK 1: 0

## Districtul Transilvaniei

### Turul
Doar în Transilvania a rămas doar o grupă în campionatul regional. În ciuda absenței lui AS Târgu Secuiesc, numărul echipelor din seria de campionat a crescut considerabil datorită celor patru nou-veniți: Clubul Atletic Universitar Cluj, AS Sibiu, CS Deva, FC Ocna Mureș. 
Conform ziarului ”Sport” din Seghedin din 17.11.1913 la finalul turului, liderul de toamnă a fost CG Cluj(azi CFR Cluj).
| Poz | Echipă                                             | Pld | W | D | L | GF | GA | GD  | Pct |
| --- | -------------------------------------------------- | --- | - | - | - | -- | -- | --- | --- |
| 1   | CG Cluj - KTC                                      | 9   | 7 | 1 | 1 | 39 | 7  | +32 | 15  |
| 2   | Clubul Sportiv Feroviar Simeria                    | 10  | 7 | 0 | 3 | 15 | 7  | +8  | 14  |
| 3   | Academia Comercială Cluj - KASK                    | 7   | 6 | 1 | 1 | 20 | 1  | +19 | 13  |
| 4   | CA Cluj - KAK                                      | 6   | 5 | 1 | 0 | 15 | 1  | +14 | 11  |
| 5   | AS Târgu Mureș                                     | 9   | 5 | 0 | 4 | 8  | 8  | 0   | 10  |
| 6   | CA Universitar Cluj/KEAK                           | 9   | 4 | 2 | 3 | 13 | 17 | -4  | 10  |
| 7   | ASSE Cluj - KKASE                                  | 6   | 2 | 0 | 4 | 8  | 11 | -3  | 4   |
| 8   | Asociația Muncitorilor pentru Educație Fizică Cluj | 6   | 2 | 0 | 4 | 1  | 27 | -26 | 4   |
| 9   | CS Deva                                            | 7   | 1 | 1 | 5 | 2  | 26 | -24 | 3   |
| 10  | AS Sibiu                                           | 8   | 1 | 0 | 7 | 4  | 19 | -15 | 2   |
| 11  | FC Ocna Mureș                                      | 8   | 0 | 0 | 8 | 0  | 0  | 0   | 0   |

### Returul
Pentru prima dată în istoria campionatului regional - într-o luptă strânsă până la capăt cu CG Cluj(azi CFR Cluj) - clubul CA Cluj a ieșit campion. CA Cluj avea să devină mai târziu la începutul anilor 1940, unul dintre cele mai bune cluburi din NB I(prima ligă maghiară).
| Poz | Echipă                                             | Pld | W | D | L | GF | GA | GD | Pct |
| --- | -------------------------------------------------- | --- | - | - | - | -- | -- | -- | --- |
| 1   | CA Cluj - KAK                                      | -   | - | - | - | -  | -  | -  | 35  |
| 2   | CG Cluj/KTC                                        | -   | - | - | - | -  | -  | -  | 34  |
| 3   | Clubul Sportiv Feroviar Simeria                    | -   | - | - | - | -  | -  | -  | -   |
| 4   | CA Universitar Cluj/KEAK                           | -   | - | - | - | -  | -  | -  | -   |
| 5   | ASSE Cluj - KKASE                                  | -   | - | - | - | -  | -  | -  | -   |
| 6   | AS Târgu Mureș                                     | -   | - | - | - | -  | -  | -  | -   |
| 7   | AS Sibiu                                           | -   | - | - | - | -  | -  | -  | -   |
| 8   | Asociația Muncitorilor pentru Educație Fizică Cluj | -   | - | - | - | -  | -  | -  | -   |
| 9   | CS Deva                                            | -   | - | - | - | -  | -  | -  | -   |
| 10  | Academia Comercială Cluj - KASK1                   | -   | - | - | - | -  | -  | -  | -   |
| 11  | FC Ocna Mureș2                                     | -   | - | - | - | -  | -  | -  | -   |

1 La 12 decembrie 1913 s-a retras și s-a desființat.
2 S-au retras din cauza viiturii de toamnă a râului Mureș.

## Districtul de Est

### Seria Oradea
Este regretabil că de data aceasta nu a existat o altă reprezentantă din altă localitate decât aceste două orașe. CA Oradea și-a apărat titlul de campioană fără a pierde puncte în fața ASCS(KASE) de la Debrețin, care a reprezintat o forță de altfel excelentă.
| Poz | Echipă                                  | Pld | W  | D | L | GF | GA | GD | Pct |
| --- | --------------------------------------- | --- | -- | - | - | -- | -- | -- | --- |
| 1   | CA Oradea                               | 16  | 16 | 0 | 0 | -  | -  | -  | 32  |
| 2   | ASCS Debrețin                           | 16  | 14 | 0 | 2 | -  | -  | -  | 28  |
| 3   | AS Debrețin                             | -   | -  | - | - | -  | -  | -  | -   |
| 4   | CS Feroviar Debrețin                    | -   | -  | - | - | -  | -  | -  | -   |
| 5   | CS Oradea                               | -   | -  | - | - | -  | -  | -  | -   |
| 6   | CS Bihor Oradea                         | -   | -  | - | - | -  | -  | -  | -   |
| 7   | ASM Stăruința Oradea                    | -   | -  | - | - | -  | -  | -  | -   |
| 8   | CS Înțelegerea Oradea                   | -   | -  | - | - | -  | -  | -  | -   |
| 9   | Clubul Sportiv al Tipografilor Debrețin | -   | -  | - | - | -  | -  | -  | -   |
| 10  | AS Oradea1                              | -   | -  | - | - | -  | -  | -  | -   |

1 S-a retras.
Surse:
Dr. János Földessy: "Fotbalul maghiar și MLSz." 1897-1901-1925.
Nagy Z.-Bánki-Habán G.: "Povești și rezultate ale fotbalului maghiar 1900-1916".
MLSz 1914-16. raport anual.
"Ziar sportiv" 1913, 1914.
"Jurnalul Oradiei Mari". 1913, 1914

### Seria Ujhorod
Cluburile sătmărene au rămas de această dată neînscrise în campionat, în ciuda faptului că în vara anului 1913 cele două asociații și-au unit forțele ca AS Satu Mare. Singura echipă românească care și-a făcut debutul în acest sezon a fost AS Sighetul Maramureș .
| Poz | Echipă                | Pld | W | D | L | GF | GA | GD | Pct |
| --- | --------------------- | --- | - | - | - | -- | -- | -- | --- |
| 1   | CA Ujhorod            | 6   | 6 | 0 | 0 | -  | -  | -  | 12  |
| 2   | FC Kisvarda           | 6   | 3 | 1 | 2 | -  | -  | -  | 7   |
| 3   | AS Sighetul Maramureș | 6   | 1 | 1 | 4 | -  | -  | -  | 3   |
| 4   | AGS Nyiregyhaza1      | 6   | 0 | 2 | 4 | -  | -  | -  | 0   |

1 2 puncte deduse.

### Finala districtuală
CA Uzhhorod – CA Oradea 1: 1 *
* Oradea AC nu a apărut la revanșă - datorită rechemărilor militare și situația de război.

## Pentru titlul de „Cea mai bună echipă rurală”
Loturile echipelor au fost subțiate datorită înrolărilor astfel că nu au putut nici măcar să concureze în acest turneu.

## Resurse
- Dr. János Földessy: Fotbalul maghiar și MLSz. 1897-1901-1925.
- Z.-Bánki-Habán G. Nagy: Poveștile și rezultatele fotbalului maghiar 1900 - 1916.
- MLSz 1914-16. raport anual.
- Ziar sportiv 1913, 1914.
- Gazeta uzbecă. 1913, 1914.
- Felsőszabolcsi Hírlap. 1913, 1914.

## Vezi și
- Prima ligă maghiară
- Liga a 2-a maghiară